# Cotton Mather
Cotton Mather, född 12 februari 1663 i Boston, Massachusetts, död 13 februari 1728 i Boston, var en inflytelserik puritansk predikant och författare i New England under kolonialtiden. Cotton Mather var son till den likaledes inflytelserike predikanten Increase Mather.
Mather tog examen vid Harvard 1678, endast 15 år gammal. Han blev sedan assisterande pastor vid Old North Church i Boston.  Inte förrän efter faderns död 1723 blev Mather fullvärdig pastor i kyrkan.
Han författade mer än 450 böcker och småskrifter som blev allmänt spridda och gjorde honom till en av de mest inflytelserika religiösa ledarna i Amerika. Han vädjade till andra- och tredjegenerationspuritaner vars släkt lämnat England och rest till kolonierna i New England i Nordamerika att återgå till puritanismens teologiska rötter. 
Cotton Mather var vän till flera av domarna under häxprocesserna i Salem 1692 och gav dem rådet att lägga vikt vid så kallad spectral evidence, det vill säga det som de personer som ansågs vara drabbade av häxeri såg i sina syner, men som var osynligt för andra människor. Han rådde dem emellertid också att inte enbart förlita sig på denna sorts bevisning. När Mather senare skrev om rättegångarna i sin bok Wonders of the Invisible World försvarade han domstolens agerande, trots att opinionen i stort då vänt sig mot detta. 
Mather var mycket inflytelserik i sekulära ärenden likväl som i religiösa och andliga.  När den engelske kungen Jakob II störtats 1688 var Mather en av ledarna för ett framgångsrikt uppror mot kungens guvernör i New England, Sir Edmund Andros.
Mather hade också inflytande i tidig amerikansk naturvetenskap.  1716 genomförde han, som ett resultat av observationer av olika varieteter av majs, ett av de första experimenten med växthybridisering. Han gjorde också en viktig insats för folkhälsan i de amerikanska kolonierna genom att verka för ympning mot smittkoppor. 
Mathers stora verk Magnalia Christi Americana räknas som krönet på historieskrivningen i New England. 
Av Mathers tre fruar och sju barn överlevde bara en fru och två barn honom. Mather begravdes på Copp's Hill.